# Беспалов, Олег Павлович
Оле́г Па́влович Беспа́лов — украинский политик. Бывший народный депутат Украины.

## Биография
Родился 6 ноября 1949 года в Новосибирске (Россия); женат; сын Олег; дочери Яна и Александра.
Образование: Военно-политическая академия им. В. И. Ленина (1979), офицер-политработник; Институт междунар. отношений Киевского университета имени Т. Шевченко, «Менеджмент внешнеэкономической деятельности».
С 03.2006 — канд. в нар. деп. Украины от Избирательного блока политических партий Б. Олейника и М. Сироты, № 3 в списке. На время выборов: нар. деп. Украины, б/п.
Народный депутат Украины 4 созыва в 04.2002-04.2006, выб. окр. № 183, Херсон. обл., самовыдвижение. За 21,74 %, 20 соперн. На время выборов: председатель наблюдательного совета ЗАО "Концерн «Регионы Украины», председатель наблюдательного совета АКБ «Премьербанк», б/п. Член фракции «Единая Украина» (05.-06.2002); уполномоченный пред. группы «Народовластие» (06.-11.2002); внефракционный. (11.2002-05.2003), член фракции «Регионы Украины» (05.2003-01.05), внефракционный (01.-11.2005), член фракции партии «Единая Украина» (11.2005-01.06). Член Комитета по вопросам национальной безопасности и обороны (с 06.2002).
- 1968—1985 — служба в армии, был начальником политотдела дивизии ракетных войск стратегического назначения.
- 1985—1987 — заместитель директора по учебно-воспитательной работе, СПТУ № 1 г. Днепропетровска.
- 1987—1991 — мастер производственного обучения, зам. директора по учебно-воспитательной работе, зам. директора по внешеэкономических связей, ВПУ № 17 г. Днепропетровска.
- 1991—1996 — президент, приват. фирма «Ириола», г. Днепропетровск.
- 1996—1998 — вице-президент, ЗАО с иностранными инвестициями "Промышленно-финансовая корпорация «Единые энергетические системы Украины», г. Днепропетровск.
- 1998—1999 — президент, ЗАО с иностранными инвестициями "Концерн «Регионы Украины», г. Днепропетровск.
- 1999—2002 — президент, АКБ «Премьербанк», г. Днепропетровск.
- 2001—2002 — рук., представительство компании «Клеар инвестменс лимитед» на Украине, г. Киев.
- 2002 — консультант, председатель наблюдательного совета, ЗАО "Концерн «Регионы Украины», г. Днепропетровск.